# Docodesmus vidalius
Docodesmus vidalius är en mångfotingart som beskrevs av Velez 1967. Docodesmus vidalius ingår i släktet Docodesmus och familjen fingerdubbelfotingar. Inga underarter finns listade i Catalogue of Life.